# Саузбаш
Саузба́ш (рос. Саузбаш, башк. Сауыҙбаш) — присілок у складі Краснокамського району Башкортостану, Росія. Адміністративний центр Саузбашівської сільської ради.
Населення — 454 особи (2010; 451 у 2002).
Національний склад:
- башкири — 84 %